# 入江観
入江 観（いりえ かん、1935年2月14日 - ）は、日本の洋画家。女子美術大学名誉教授/女子美術大学付属高等学校・中学校顧問、日本美術家連盟理事/国際造形芸術連盟（IAA)日本委員会委員長、春陽会会員。

## 来歴
栃木県日光町（現・日光市）出身。日光町第一国民学校（現・日光市立日光小学校）で油絵の指導を受け、1953年に東京藝術大学美術学部芸術学科へ入学。藝大で加山四郎に師事しポール・セザンヌの影響を受ける。1956年に春陽会展に初入選。1957年に東京藝術大学を卒業し、中学校の美術教師を勤めながら春陽会展に出品。柳亮の主宰する「黎明会」に参画。
1962年にフランス政府給費留学生として渡仏。国立高等美術学校でモーリス・ブリアンションに師事しセザンヌの研究を行う。滞在中にサロン・ドートンヌへ出品。
1964年に帰国し春陽会会員に推挙され、安田賞候補新人展に作品出品。フランス留学から帰国後は多くの留学生が経験する日本とフランスの原風景や文化の違いに直面し苦悩の時期を過ごす。
1967年に女子美術短期大学（現・女子美術大学短期大学部）専任講師に着任し神奈川県茅ヶ崎市へ転居。この頃より入江の作風は海や青空、砂浜をモチーフとする画に変わりを見せ始める。
1971年に昭和会展最優秀賞受賞。中川一政と親交を持ち東洋美術に対する造形を深める。
1984年に日伯美術連盟評議員、1985年に女子美術短期大学教授、1996年に宮本三郎記念賞受賞。女子美術大学付属高等学校・中学校校長（2000年～2006年3月）、日本中国文化交流協会常任理事を歴任。
2012年 『共鳴／主張する個性～現代洋画家10人～』展参加。他は池口史子、大沼映夫、林敬二、佐藤泰生、櫃田伸也、小杉小二郎、酒井信義、諏訪敦、青木敏郎(諏訪市美術館)
2017年秋に瑞宝双光章を受賞。
2022年12月10日より茅ヶ崎市美術館にて「湘南を描く　入江観展」開催。

## 主な個展
- 入江観個展（文藝春秋画廊、上野百貨店、1965年）
- 入江観個展（日動画廊、1985年）
- 入江観個展（兼素洞、1995年）
- 宮本三郎記念賞受賞記念・入江観個展（日本橋三越本店、1996年）
- 入江観個展（日本橋三越本店/大阪三越、2002年）
- 入江観の世界展（小杉放菴記念日光美術館/茅ヶ崎市美術館、2004年）
- 入江観個展（日動画廊、2008年）
- 入江観個展（日動画廊、2017年）
- 入江観個展（日動画廊、2022年）
- 湘南を描く　入江観展（茅ヶ崎市美術館 2022年）

## 主な作品所蔵
- 茅ヶ崎市美術館
- 栃木県立美術館
- 女子美術大学美術館
- 小杉放菴記念日光美術館
- 箱根彫刻の森美術館
- 諏訪市美術館

## 画文集
- 「美術随想 -- 獨歩靑天 -- 」形文社
- 「中川一政いのち弾ける!」二玄社 - 編者